# Rijksbeschermd gezicht Amsterdam-Noord
Het Rijksbeschermd gezicht Amsterdam-Noord is een deel van Amsterdam-Noord dat in maart 2014 is aangewezen tot Beschermd stadsgezicht.
Het gaat om alle Tuindorpen met het verbindend dijklint van de Waterlandse Zeedijk en de Volewijck. Het stadsdeel ziet deze als een erkenning van de bijzondere cultuurhistorische en stedenbouwkundige waarden van Amsterdam-Noord.
Het gaat om de volgende gebieden: De Waterlandse Zeedijk van de Schellingwouderdijk tot en met de Oostzanerdijk, de Volewijck / Sixhaven en de Tuindorpen Van der Pekbuurt, Vogelbuurt, Bloemenbuurt en Gentiaanbuurt, Vogeldorp en Disteldorp, Tuindorp Nieuwendam, Tuindorp Buiksloot ('t Blauwe Zand) en Tuindorp Oostzaan alsmede het Noorderpark en Vliegenbos.
De aanwijzing als Beschermd stadsgezicht betreft de bescherming van historisch waardevolle structuren, zoals bouwblokken, pleinen, straten en groeninrichting. Het gaat niet om de bescherming van één bepaald gebouw of woning. Nieuwe ruimtelijke ontwikkelingen en kleinere ingrepen – passend in de historische omgeving – blijven mogelijk. Vooruitlopend op de aanwijzing tot beschermd stadsgezicht zijn de te beschermen waarden al opgenomen in de bestemmingsplannen van de betreffende gebieden.